# شلبورن ریور
شلبورن ریور (به انگلیسی: Shelburne River) رودخانه‌ای است که در کانادا جریان دارد.